# Martignano (Trento)
Martignano is een plaats (frazione) in de Italiaanse gemeente Trento.